# Barbarasiedlung (Knappenberg)

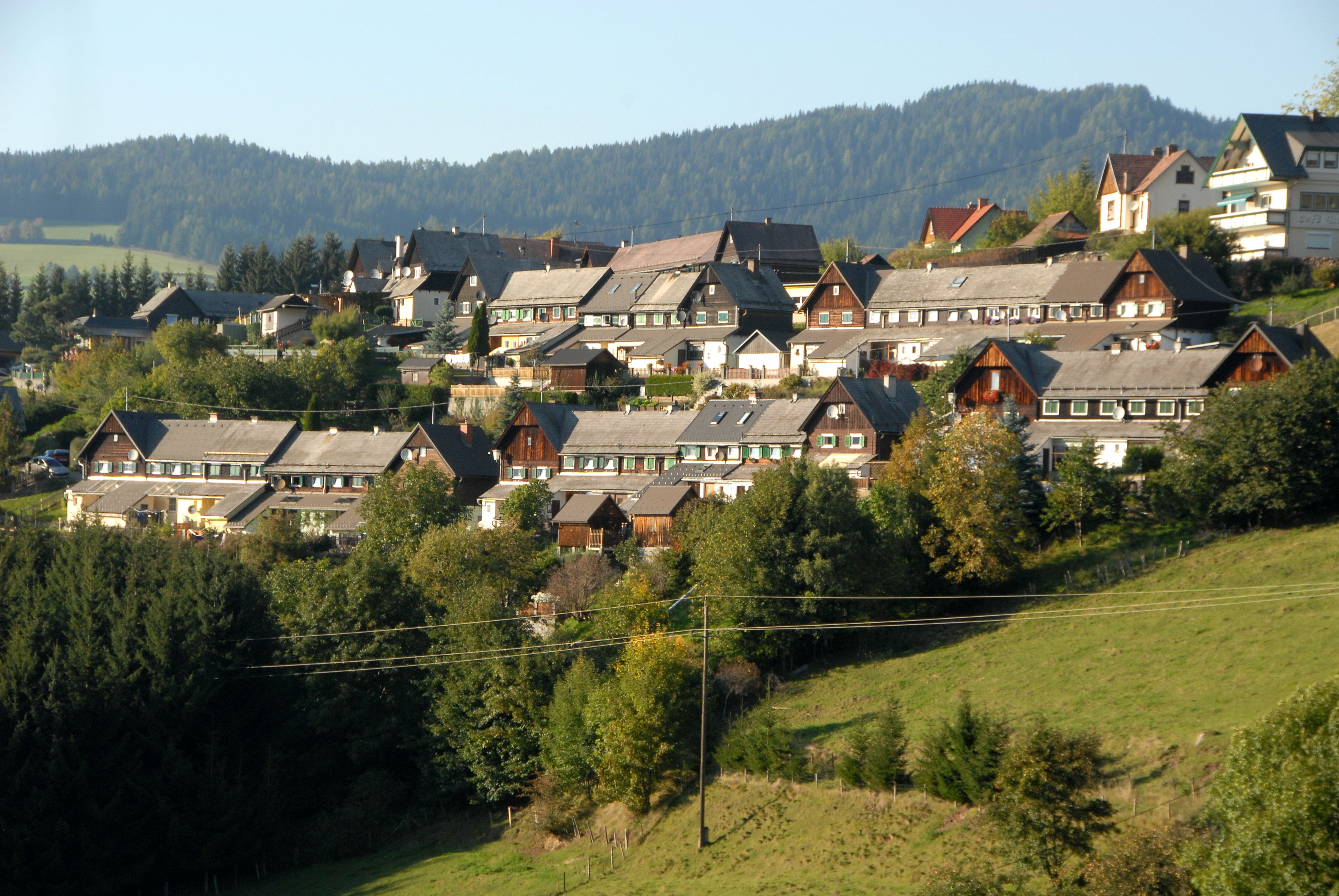

Die Barbarasiedlung, eine Knappensiedlung in Knappenberg in der Gemeinde Hüttenberg, zählt zu den architektonisch bedeutendsten Siedlungsbauten der österreichischen Zwischenkriegszeit.
Die Bauten wurden zwischen 1921 und 1923 von der Österreichisch-Alpinen Montangesellschaft nach Plänen der Architekten Siegfried Theiss und Hans Jaksch errichtet. Die Siedlung in rund 1000 Meter Höhe besteht aus 108 Reihenhäusern, die in vier verschiedenen Haustypen ausgeführt sind, sowie einem Kaufhaus. Um ein natürliches Plateau, das als kleiner Platz angelegt wurde, stehen die Reihenhäuser, den zufälligen Bodenverläufen individuell angeglichen, in extremer Hanglage. Die  Gebäude im Heimatstil sind auf gemauertem Untergeschoß errichtete Holzblockbauten. Das Kaufhaus ist mit spitzbogigen Arkaden ausgestattet.